# Ityraea patricia
Ityraea patricia är en insektsart som först beskrevs av Melichar 1901.  Ityraea patricia ingår i släktet Ityraea och familjen Flatidae. Inga underarter finns listade i Catalogue of Life.